# Protobonellia annularis
Protobonellia annularis is een lepelworm uit de familie Bonelliidae.
De wetenschappelijke naam van de soort werd in 1992 gepubliceerd door R. Biseswar.